# 識匿
识匿，《大唐西域记》作尸弃尼，《新唐书》作识匿、瑟匿，《悟空入竺记》作赤匿、式匿，唐代史书中记载的中亚国名。
识匿在葱岭守捉之西，南护蜜，西北俱蜜。都城开始在苦汗城，后散居谷地。故址在今帕米尔高原西部，地处喷赤河东岸，塔吉克斯坦山地巴达赫尚自治州及阿富汗东北巴达克山东部锡克南（舒格楠、Shighnan）一带。其国起源不详，国王之下诸部酋长各自为政，《新唐书》称为五识匿，慧超《往五天竺国传》则说九识匿，常劫掠过往商贾。无五谷。贞观二十年（646年），始来朝于唐。唐高宗时在当地设置丁零州、妫水州、汉楼州、身毒州、伽倍州。后来唐朝一再授其君主以将军等号，曾出兵助唐作战。开元十二年（724年），唐玄宗授识匿王布遮波资金吾卫大将军。天宝六年（747年），识匿王跌失伽延从唐军讨勃律，战死。擢其子为都督、左武卫将军，给禄居藩。8世纪中期以后情况不详。